# Smbataberd
Smbataberd, en arménien Սմբատաբերդ, littéralement « la forteresse de Smbat », est un site fortifié situé à proximité des villages d’Artabuynk et d’Eghegis, dans le marz de Vayots Dzor, en Arménie. Construite sur une crête rocheuse aux pentes escarpées, sa fondation remonte au plus tard à la première moitié du Ve siècle, bien que la majorité des éléments conservés datent du IXe et Xe siècles, en lien avec une grande campagne de construction ayant eu lieu à cette période. La forteresse est prise par les Seldjoukides au XIe siècle, mais semble être restée opérationnelle jusqu’à sa destruction par les Mongols au XIIIe siècle.